# Domaine provincial De Nekker
 (août 2025).
Si vous disposez d'ouvrages ou d'articles de référence ou si vous connaissez des sites web de qualité traitant du thème abordé ici, merci de compléter l'article en donnant les références utiles à sa vérifiabilité et en les liant à la section « Notes et références ».
 (août 2025).
 (août 2025).
Motif : l'utilisateur qui a apposé ce bandeau n'a pas précisé le motif de la pose.
- Archive Wikiwix
- Bing
- Cairn
- DuckDuckGo
- E. Universalis
- Gallica
- Google
- G. Books
- G. News
- G. Scholar
- Persée
- Qwant
- (zh) Baidu
- (ru) Yandex
- (wd) trouver des œuvres sur Wikidata

| 1. | Préciser le motif de la pose du bandeau. | Précisez le motif de la pose du bandeau en utilisant la syntaxe suivante : {{admissibilité à vérifier\|date=août 2025\|motif=remplacez ce texte par le motif}}                                    |
| 2. | Informer les utilisateurs concernés.     | Pensez à avertir le créateur de l'article, par exemple, en insérant le code ci-dessous sur sa page de discussion : {{subst:avertissement admissibilité à vérifier\|Domaine provincial De Nekker}} |

Le Domaine provinciale De Nekker est un centre provincial sportif et récréatif belge, situé au sud-est de Malines dans la province d'Anvers en Flandre, au sud du quartier Nekkerspoel.
Le centre sportif permet de pratiquer multiples sports d’extérieur : football, hockey sur gazon, tennis, athlétisme, minigolf, ainsi que plusieurs sports à l’intérieur : handball, basketball, volleyball, squash.
Le domaine de 65 hectares, possède aussi une plage de sable sur un grand étang aménagé pour plusieurs sports aquatiques : surf, voile, plongée sous-marine. 
Il y est aussi possible de louer une cabane en bois pour randonneur pouvant accueillir jusqu’à 4 personnes.
La province d’Anvers compte aussi installer une piscine couverte dans le futur proche[Quand ?].
Le domaine est entouré par la Dyle, la réserve naturelle du Mechels Broek, le hall d’exposition Nekkerhal, et le cinéma Utopolis de Malines.
Le nom De Nekker provient d’une légende locale de nixe (diable des eaux ou démon aquatique, en néerlandais nekker), une sorte d’esprit maléfique ayant pour origine la mythologie scandinave, qui attaquait les paysans dans les eaux peu profondes des environs. Selon la légende, saint Rombaut, le saint patron de Malines, aurait chassé cette nixe.